# Исмаил Хания
 Исмаил Абдел Салам Ахмад Хания (на арабски: إسماعيل هنية) е палестински политик, сред лидерите на политическите крила на движението „Хамас“.

## Биография
Роден е в палестинския бежански лагер Ал-Шати в Ивицата Газа през 1962 г.
Той е министър-председател на Палестинската автономия от 29 март 2006 г., когато полага клетва като премиер. За да осигури правителство на единството между „Хамас“ и „Фатах“, подава оставка на 15 февруари 2007 г.
Хания полага клетва като председател на новия кабинет на 18 март 2007 г.
Избран е за лидер на „Хамас“ на 6 май 2017 г.
Хания е убит на 31 юли 2024 година в Иран.